# ماریان ده اسوارت
 ماریان ده اسوارت (انگلیسی: Mariaan de Swardt؛ زادهٔ ۱۸ مارس ۱۹۷۱) یک تنیس‌باز اهل آفریقای جنوبی است.